# Malthonica argaeica
Malthonica argaeica är en spindelart som först beskrevs av Josef Nosek 1905.  Malthonica argaeica ingår i släktet Malthonica och familjen trattspindlar. Inga underarter finns listade i Catalogue of Life.